# Casa d'Albert Mir
Casa d'Albert Mir és una obra del municipi de Vilallonga del Camp (Tarragonès) inclosa en l'Inventari del Patrimoni Arquitectònic de Catalunya.

## Descripció
La casa Albert Mir, situada dintre de l'antiga muralla de Vilallonga, té aspecte de masia integrada en el nucli rural. Prop d'ella encara es poden veure restes de l'antiga porta d'accés al poble, que formava part de la muralla.
L'accés a la casa es fa mitjançant una porta de pedra amb llinda de fusta, emmarcada amb carreus de mida grossa i petita que conserven restes d'arrebossat. Damunt de la biga de fusta que emmarca la porta es poden veure restes d'una fornícula que devia acollir la figura d'algun sant protector de la casa.
La porta allindanada dona accés a un pati on es poden veure les diferents construccions que integraven la casa. Als murs d'aquestes construccions s'observen restes de portes d'arcs rebaixats que ens donen a entendre perfectament totes les modificacions que va sofrir la casa. L'estat de conservació de la casa és molt deficient i gairebé ruinós.